# Harstad
Harstad (Hárštá, in Sami) è un comune e una città della contea di Troms, in Norvegia. Ha ricevuto lo status di città nel 1904.

## Geografia fisica
Harstad è situata sull'isola di Hinnøya nella parte settentrionale della Norvegia, tra le acque del Mare di Norvegia. Nonostante la posizione molto settentrionale, gode di un clima oceanico freddo, con inverni non troppo rigidi (temperature di circa -5°) e estati fresche (circa 15°) con precipitazioni abbondanti in tutte le stagioni.

## Storia
La città è un importante centro commerciale e amministrativo, oltre che essere la seconda città per popolazione della contea. Per molto tempo Harstad è stato un importante centro militare, soprattutto durante la seconda guerra mondiale. A memoria di questo rimane il cannone Adolf, costruito dai tedeschi nel 1943 nei pressi della città. Un altro importante retaggio del passato è la Trondenes Kirke, la chiesa in pietra più a nord del mondo. Situata appunto a Trondenes, poco distante da Harstad, fu costruita nel 1250.